# Listă de aeroporturi din România
Aceasta este o listă de aeroporturi din România autorizate pentru operațiuni aeriene civile de transport aerian public.

## Aeroporturi
Aeroporturile cu curse regulate sunt indicate în bold.
| Oraș                      | IATA | ICAO | Nume                                                         | Website                       | Statut                                            |
| ------------------------- | ---- | ---- | ------------------------------------------------------------ | ----------------------------- | ------------------------------------------------- |
| Aeroporturi operaționale  |      |      |                                                              |                               |                                                   |
| Arad                      | ARW  | LRAR | Aeroportul Internațional Arad                                | aeroportularad.ro             |                                                   |
| Bacău                     | BCM  | LRBC | Aeroportul Internațional „George Enescu”                     | bacauairport.ro               |                                                   |
| Baia Mare                 | BAY  | LRBM | Aeroportul Internațional Maramureș                           | aimm.eu                       |                                                   |
| București                 | BBU  | LRBS | Aeroportul Internațional „Aurel Vlaicu” (Aeroportul Băneasa) | www.bucharestairports.ro      | Operează doar zboruri charter și private jet-uri. |
| București                 | OTP  | LROP | Aeroportul Internațional „Henri Coandă” (Aeroportul Otopeni) | www.bucharestairports.ro      |                                                   |
| Brașov                    | GHV  | LRBV | Aeroportul Internațional „Brașov-Ghimbav”                    | https://brasovairport.ro/     |                                                   |
| Cluj-Napoca               | CLJ  | LRCL | Aeroportul Internațional „Avram Iancu” (Aeroportul Someșeni) | airportcluj.ro                |                                                   |
| Constanța                 | CND  | LRCK | Aeroportul Internațional „Mihail Kogălniceanu”               | www.mk-airport.ro             |                                                   |
| Craiova                   | CRA  | LRCV | Aeroportul Internațional Craiova                             | www.aeroportcraiova.ro        |                                                   |
| Iași                      | IAS  | LRIA | Aeroportul Internațional Iași                                | www.aeroport-iasi.ro          |                                                   |
| Oradea                    | OMR  | LROD | Aeroportul Internațional Oradea                              | aeroportoradea.ro             |                                                   |
| Satu Mare                 | SUJ  | LRSM | Aeroportul Internațional Satu Mare                           | www.aeroportulsatumare.ro     |                                                   |
| Sibiu                     | SBZ  | LRSB | Aeroportul Internațional Sibiu                               | www.sibiuairport.ro           |                                                   |
| Suceava                   | SCV  | LRSV | Aeroportul Internațional „Ștefan cel Mare”                   | www.aeroportsuceava.ro        |                                                   |
| Târgu Mureș               | TGM  | LRTM | Aeroportul Internațional Transilvania                        | www.aeroportultransilvania.ro |                                                   |
| Timișoara                 | TSR  | LRTR | Aeroportul Internațional „Traian Vuia” (Aeroportul Giarmata) | aerotim.ro                    |                                                   |
| Tulcea                    | TCE  | LRTC | Aeroportul „Delta Dunării” (Aeroportul Cataloi)              | www.aeroportul-tulcea.ro      |                                                   |
| Aeroporturi nefuncționale |      |      |                                                              |                               |                                                   |
| Caransebeș                | CSB  | LRCS | Aeroportul Caransebeș                                        |                               | Operat de Aeroclubul României                     |
| Aeroporturi desființate   |      |      |                                                              |                               |                                                   |
| București                 |      |      | Aeroportul Pipera                                            |                               | Desființat în 1958                                |
| Galați                    |      |      | Aeroportul Galați                                            |                               | Desființat în 1958                                |

## Trafic
| #     | Aeroport                         | Oraș        | Cod (IATA/ICAO) | 2016       | 2017       | 2018       | 2023       | Evolutie 2018-2023 |
| ----- | -------------------------------- | ----------- | --------------- | ---------- | ---------- | ---------- | ---------- | ------------------ |
| 1     | Aeroportul „Henri Coandă”        | București   | OTP/LROP        | 10.982.967 | 12.804.191 | 13.824.830 | 14.622.263 | ▲6%                |
| 2     | Aeroportul „Avram Iancu”         | Cluj-Napoca | CLJ/LRCL        | 1.880.171  | 2.699.286  | 2.782.401  | 3.240.750  | ▲16%               |
| 3     | Aeroportul Iași                  | Iași        | IAS/LRIA        | 881.157    | 1.146.218  | 1.256.640  | 2.338.559  | ▲86%               |
| 4     | Aeroportul „Traian Vuia”         | Timișoara   | TSR/LRTR        | 1.160.482  | 1.621.529  | 1.517.309  | 1.354.859  | ▼4%                |
| 5     | Aeroportul „Ștefan cel Mare”     | Suceava     | SCV/LRSV        | 57.226     | 262.165    | 353.280    | 802.167    | ▲127%              |
| 6     | Aeroportul Craiova               | Craiova     | CRA/LRCV        | 222.320    | 447.227    | 493.056    | 597.999    | ▲21%               |
| 7     | Aeroportul Sibiu                 | Sibiu       | SBZ/LRSB        | 366.065    | 503.906    | 673.657    | 550.397    | ▼18%               |
| 8     | Aeroportul „George Enescu”       | Bacău       | BCM/LRBC        | 414.676    | 425.733    | 447.531    | 480.796    | ▲7%                |
| 9     | Aeroportul Transilvania          | Târgu Mureș | TGM/LRTM        | 287.412    | 748        | 63.794     | 260.097    | ▲306%              |
| 10    | Aeroportul Oradea                | Oradea      | OMR/LROD        | 41.867     | 162.902    | 220.012    | 152.604    | ▼30%               |
| 11    | Aeroportul „Mihail Kogălniceanu” | Constanța   | CND/LRCK        | 94.594     | 135.742    | 143.324    | 113.644    | ▼21%               |
| 12    | Aeroportul Maramureș             | Baia Mare   | BAY/LRBM        | 0          | 44         | 2.621      | 89.937     | ▲3331%             |
| 13    | Aeroportul Brasov                | Brasov      | GHV/LRBV        | 0          | 0          | 0          | 79.011     | NOU                |
| 14    | Aeroportul „Aurel Vlaicu”        | București   | BBU/LRBS        | 7.226      | 17.623     | 5.690      | 68.130     | ▲1097%             |
| 15    | Aeroportul Satu Mare             | Satu Mare   | SUJ/LRSM        | 23.796     | 60.795     | 75.692     | 56.396     | ▼25%               |
| 16    | Aeroportul Arad                  | Arad        | ARW/LRAR        | 0          | 10.817     | 11.367     | 28.730     | ▲155%              |
| 17    | Aeroportul Delta Dunarii         | Tulcea      | TCE/LRTC        | 1.057      | 4.232      | 158        | 300        | ▲90%               |
| Total | Total                            | Total       | Total           | 16.421.016 | 20.303.158 | 21.871.362 | 24.593.281 | ▲12%               |